# Alfonso Cuarón
 Alfonso Cuarón Orozco  (født 28. november 1961) er en oscarbelønnet, mexicansk filminstruktør, manuskriptforfatter og filmproducer. Blandt sine mest kendte film er Gravity, Harry Potter og Fangen fra Azkaban, Children of Men og Roma. 

## Biografi

### Tidlige karriere
Alfonso Cuarón studerede filosofi på National Autonomous University of Mexico og filmoptagelse på Centro Universitario de Estudios Cinematográficos. Der mødte han instruktøren Carlos Marcovich og kinematografen Emmanuel Lubezki, og de lavede deres første kortfilm, Vengeance is mine (Hævnen er min, direkte oversat på dansk). Der blev vrede over at kortfilmen var lavet på engelsk, hvilket resulterede i at han blev smidt ud af filmskolen. Han begyndte at arbejde på TV i Mexico, først som tekniker, og senere hen som instruktør. Cuaróns arbejde som instruktør gav ham en kontrakt som hjælpeinstruktør for en del Latinamerika film, inklusiv Gaby: A True Story og Romero. I 1991 fik han sin første store opgave som filminstruktør.

## Filmografi

### Spillefilm
| År   | Film                               | Instruktør | Producent | Forfatter | Andet           |
| ---- | ---------------------------------- | ---------- | --------- | --------- | --------------- |
| 1991 | Sólo con tu pareja                 | Ja         | Ja        | Ja        | Instruktørdebut |
| 1995 | A Little Princess                  | Ja         | Nej       | Nej       |                 |
| 1998 | Great Expectations                 | Ja         | Nej       | Nej       |                 |
| 2001 | Y tu mamá también                  | Ja         | Ja        | Ja        |                 |
| 2004 | Harry Potter og Fangen fra Azkaban | Ja         | Nej       | Nej       |                 |
| 2006 | Children of Men                    | Ja         | Nej       | Ja        |                 |
| 2006 | Pan's Labyrinth                    | Nej        | Ja        | Nej       |                 |
| 2008 | Rudo y Cursi                       | Nej        | Ja        | Nej       |                 |
| 2013 | Gravity                            | Ja         | Ja        | Ja        |                 |
| 2018 | Roma                               | Ja         | Ja        | Ja        | Også fotograf   |
| 2020 | The Witches                        | Nej        | Ja        | Nej       |                 |

### Kortfilm
| År   | Film                            | Instruktør | Producent | Forfatter | Andet          |
| ---- | ------------------------------- | ---------- | --------- | --------- | -------------- |
| 1983 | Who's He Anyway                 | Ja         | Nej       | Ja        | Kortfilmsdebut |
| 1983 | Vengeance Is Mine               | Ja         | Nej       | Ja        | Medinstruktør  |
| 1983 | Cuarteto para el fin del tiempo | Ja         | Nej       | Ja        |                |
| 2006 | Paris je t'aime                 | Ja         | Nej       | Ja        | Medinstruktør  |
| 2007 | The Shock Doctrine              | Nej        | Ja        | Ja        |                |

## Priser
Tekst mangler, hjælp os med at skrive teksten